# 布朗丹维尔
布朗丹维尔（法語：Blandainville，法語發音：[blɑ̃dɛ̃vil]）是法国厄尔-卢瓦省的一个市镇，属于沙特尔区。

## 地理
布朗丹维尔（48°18'30"N, 1°17'29"E）面积13.68 平方千米，位于法国中央-卢瓦尔河谷大区厄尔-卢瓦省，该省份为法国北部内陆省份，北起顺时针与厄尔省、伊夫林省、埃松省、卢瓦雷省、卢瓦-谢尔省、萨尔特省和奧恩省接壤。
与布朗丹维尔接壤的市镇（或旧市镇、城区）包括：巴约勒潘、沙龙维尔、桑达尔维尔。
布朗丹维尔的时区为UTC+01:00、UTC+02:00（夏令时）。

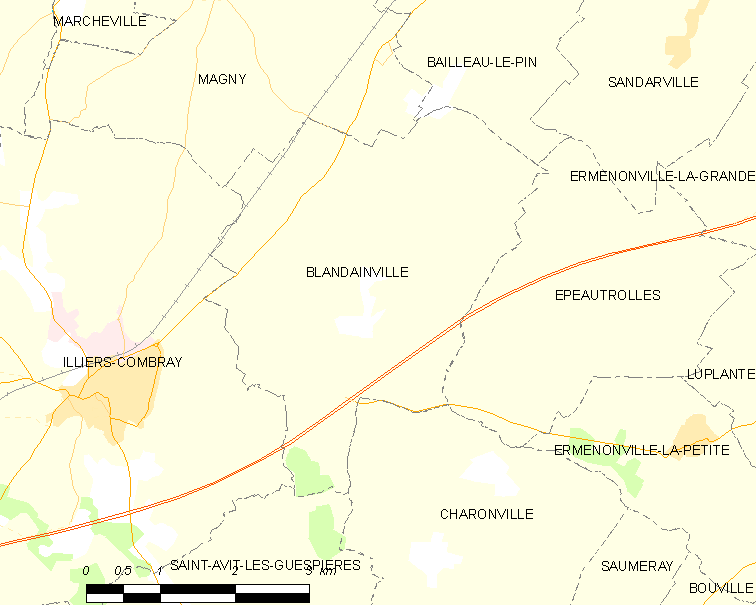
布朗丹维尔的OSM定位图

## 行政
布朗丹维尔的邮政编码为28120，INSEE市镇编码为28041。

## 政治
布朗丹维尔所属的省级选区为伊利耶孔布赖县。

## 人口

1962-2008年间布朗丹维尔人口变化图示

布朗丹维尔于2022年1月1日时的人口数量为282人。